# Bromus aegyptiacus
Bromus aegyptiacus är en gräsart som beskrevs av Ignaz Friedrich Tausch. Bromus aegyptiacus ingår i släktet lostor, och familjen gräs. Inga underarter finns listade i Catalogue of Life.